# Reserva natural nacional de Youhao
La Reserva natural nacional de Youhao es un área protegida en el distrito de Youhao, cerca de la ciudad de Yichun, en la provincia de Heilongjiang, en el nordeste de China. Tiene una extensión de 606,87 km2 y coincide con el sitio Ramsar de los humedales de Heilongjiang Youhao, que fue creado en 2018 con el número 2353 en las coordenadas 48°24′N 128°22′E.

## Características
La reserva es un ecosistema de humedal interior caracterizado por llanos y valles abiertos, lagos de meandro y lagos de fusión con extensos herbazales, matorrales y pantanos arbolados. Alargada de norte a sur, sobre las vertientes septentrional y meridional de las montañas del Pequeño Jingán, es un ecosistema típico de los humedales boscosos de las regiones montañosas del norte. La frontera del sitio Ramsar coincide con la reserva. Un 70 por ciento está cubierto por pantanos bien preservados. Hay un área extensa de pino rojo y otras como el pino de Corea, Phellodendron amurense y Chosenia arbutifolia, con 836 especies de plantas, 221 de aves, 47 de mamíferos, 19 de anfibios y reptiles y 43 de peces.
El humedal es un importante lugar de cría para aves acuáticas, entre ellas las amenazadas escribano aureolado, el búho de Blakiston y el vulnerable ciervo almizclero siberiano.
En la reserva de Youhao se han realizado estudios sobre la supervivencia de la vegetación en pantanos degradados después de incendios y sobrepastoreo. En un pantano perturbado por el fuego, se recupera mejor con pícea de Corea y en zonas perturbadas por el pastoreo, funciona bien la recuperación con alerce de Gmelin, que son las especies recomendadas para restaurar el bosque en las montañas Jingán del nordeste de China.